# Quốc Thái (nhà Thanh)
Quốc Thái (chữ Hán: 国泰, ? – 1782), người tộc Phú Sát thị, Tương Bạch kỳ, dân tộc Mãn Châu, tham quan nhà Thanh.

## Khởi nghiệp
Cha là Văn Thụ, được làm đến Tứ Xuyên Tổng đốc. Ban đầu Quốc Thái được thụ Hình bộ Chủ sự, qua 2 lần thăng chức thì làm đến Lang trung. Sau đó Quốc Thái được cất nhắc, ra làm Sơn Đông Án Sát sứ, rồi thăng Bố chánh sứ. Năm Càn Long thứ 38 (1773), Văn Thụ làm Thiểm Cam Tổng đốc, phụng mệnh xét án Tứ Xuyên Tổng đốc tiền nhiệm là A Nhĩ Thái buông thả con trai Minh Đức Bố vòi thuộc lại hối lộ, nhưng Văn Thụ giấu diếm không buộc tội, nên bị đầy đi thú ở Y Lê. Quốc Thái sợ hãi dâng sớ tạ tội cho cha, xin theo cha đến nơi thú để chuộc tội. Càn Long Đế dụ rằng: ‘Mày vô tội, hà tất sợ hãi?". Năm thứ 42 (1777), Quốc Thái được thăng làm Tuần phủ.

## Thăng tiến
Quốc Thái vốn là con em hoàn khố, sớm được giàu sang, nên gặp thuộc lại không giữ lễ, hơi không vừa ý, liền trách mắng. Đại học sĩ A Quế cho rằng Quốc Thái ngang ngược, xin đổi ông làm quan ở kinh sư. Năm thứ 46 (1781), Càn Long Đế triệu Bố chánh sứ Vu Dịch Giản về kinh hỏi tình hình của Quốc Thái, nhưng Dịch Giản siểm nịnh Quốc Thái, nên ra sức biện giải cho ông. Càn Long Đế giáng chỉ răn Quốc Thái đối với thuộc lại nên khoan – nghiêm vừa phải, lệnh cho ông cảnh tỉnh mà thay đổi. Gặp lúc Văn Thụ được phục chức, làm Tứ Xuyên Tổng đốc, vì Quắc phỉ  làm loạn, lần nữa chịu đi thú Y Lê. Quốc Thái chưa dâng sớ nhận tội cho cha, hơn tháng sau lại dâng sớ cảm tạ được ban thịt hươu, nên bị Càn Long Đế trách mắng. Quốc Thái xin nạp tiền dưỡng liêm để chuộc tội cho cha, rồi xin trị tội mình, đế mới tha cho ông.

## Cái chết
Năm thứ 47 (1782), Ngự sử Tiền Phong hặc Quốc Thái và Vu Dịch Giản tham ô của công, vòi các châu, huyện hối lộ, khiến kho lẫm của các châu, huyện thiếu hụt. Càn Long Đế mệnh cho Thượng thư Hòa Thân, Tả đô Ngự sử Lưu Dung tra án, rồi lệnh cho Tiền Phong cũng tham gia. Hòa Thân vốn bênh Quốc Thái, còn Lưu Dung ngay thẳng, lấy cớ Quốc Thái bạo ngược quê hương của mình, nên bênh Tiền Phong. Lưu Dung chứng nghiệm bạc trong kho có màu sắc bất nhất, chính là mượn ở bên ngoài để bổ sung vào kho; còn tra ra Quốc Thái vòi vĩnh các thuộc lại, nhiều lần đã lên đến ngàn vạn lạng bạc, khi xưa Vu Dịch Giản dám nói dối Hoàng đế. Án đã tra xong, bị cáo đều bị luận tội chém, Càn Long Đế mệnh đổi làm Giam hậu, bắt vào ngục của bộ Hình. Tuần phủ Minh Hưng dâng sớ nói xét ra kho lẫm của các châu, huyện thiếu 200 vạn lạng bạc có dư, đều là việc thời Quốc Thái, Vu Dịch Giản ở chức. Càn Long Đế lập tức mệnh cho cật vấn bọn Quốc Thái trong ngục, bọn họ nói gặp loạn Vương Luân, các châu, huyện sai công sứ mượn tiền Quân hưng , gây thiếu hụt kho lẫm. Càn Long Đế cho rằng "Loạn Vương Luân nổi lên không quá 1 tháng, cho dù nói việc Quân hưng là gấp, làm sao nhiều đến 200 vạn? Tức là có vấn đề, lẽ ra Quốc Thái, Vu Dịch Giản phải nói thật, còn dám nói dối bề trên, cứ xem như các thuộc lại rút ruột mà lờ đi không hỏi, thì cũng có tội ngang với bọn Vương Đản Vọng."  Càn Long Đế lập tức mệnh ban cho Quốc Thái tự vẫn trong ngục.

## Hình tượng trongĐiện ảnh
- Trong bộ phim Tể tướng Lưu gù, nhân vật Tuần phủ Giang Tô Diệp Quốc Thái được lấy nguyên mẫu từ vị tham quan Quốc Thái này.